# You're So Vain
"You're So Vain" là một bài hát được viết và trình diễn bởi Carly Simon và được phát hành vào năm 1972. Bài hát này có một cái nhìn phê phán về một người tình mà chỉ quan tâm đến mình; Simon nhận định là "Anh quá tự đắc, chắc nghĩ bài hát này viết về mình."
Bài hát này được xếp hạng 82 trong danh sách những bài hát vĩ đại nhất của mọi thời đại ở tạp chí Billboard'. "You're So Vain" được bầu hạng 216 trong những bài hát của thế kỷ của RIAA. Vào ngày 23 tháng 8 năm 2014, U.K. Official Charts Company chọn nó là bản nhạc hay nhất của thập niên 1970.
Nó là hit thành công nhất của Simon và được xem là bản nhạc tiêu biểu nhất của bà.
Nhạc guitar bass khởi đầu rất đặc biệt của bài được chơi bởi Klaus Voormann.

## Xếp hạng
| Bảng xếp hạng (1972–73)                | Thứ tự cao nhất |
| -------------------------------------- | --------------- |
| Úc (KMR Charts)                        | 1               |
| Canada (RPM Charts)                    | 1               |
| Ireland (IRE Charts)                   | 4               |
| UK Singles (Official Chart Company)    | 3               |
| Hoa Kỳ Billboard Pop Singles (Hot 100) | 1               |
| Hoa Kỳ Billboard Adult Contemporary    | 1               |

| Bảng xếp hạng (1973)     | Thứ hạng |
| ------------------------ | -------- |
| Úc                       | 3        |
| Canada                   | 8        |
| Hoa Kỳ Billboard Hot 100 | 9        |
| Hoa Kỳ Cash Box Top 100  | 7        |
| UK                       | 35       |